# Валери Карпин
Валери Георгиевич Карпин е бивш руски футболист от естонски произход, десен халф. От 2021 г. е старши треньор на руския национален отбор.

## Кариера
Като малък е играл в хокейния отбор на Естония, но после се е запалил по футбола. Дебютира в Спорт Талин. Талантът му скоро е забелязан и той играе един сезон в ЦСКА Москва, но там е обявен за безперспективен и е запратен в дублиращия отбор. През 1989 играе за Факел Воронеж. Година по-късно е привлечен в Спартак Москва, като първата му заплата е 60 рубли. Там Олег Романцев го налага на десния фланг. През април 1992 Карпин записва 1 мач за ОНД. В август същата година дебютира за Русия и вкарва първият гол в историята на „сборная“. Той успява да спечели 3 титли на страната с „червено-белите“. През 1994 участва на световното първенство в САЩ, играеки и в 3 те мача.
След края на първенствто е закупен от Реал Сосиедад за 900 000 долара. Треньорът Джон Тошак го използва като централен полузащитник. През сезон 1995/96 новият треньор Хавиер Ирурета го връща на десния фланг. Карпин става една от звездите на отбора и през целия сезон вкарва общо 13 гола, като е вторият най-резултатен чужденец за сезона. Само Предраг Миятович отбелязва повече попадения. През 1996 Валери участва на европейското първенство, като играе и в 3те мача. След първенството е купен от Валенсия за 7 млн. долара. Там той играе сравнително добре, но сезонът за Валенсия е катастрофален.
През 1997 преминава в Селта Виго, където играе заедно с Александър Мостовой. Двамата стават звездите на Селта, като отборът значително подобрява резултатите си и дори участва в купата на УЕФА, достигайки 1/4 финал през 1998/99. Същият сезон Карпин е избран за най-добър играч на Селта и за най-добър десен халф в Примиера Дивизион. През 2000/01 Селта отново е на 1/4 финал в УЕФА, но отпада от Барселона. Също така достигат и финал за националната купа, а също така печели и Интертото. През 2002 Валери участва на световното в Япония и Корея, като вкарва и гол на Тунис.
След края на Мондиал 2002, договорът на Валери със Селта изтича. Към него има интерес от редица английски отбори, Шалке 04 и Депортиво. Все пак Карпин решава да се завърне в Реал Сосиедад. В сезон 2002/03 отборът е начело почти целият сезон, но в крайна сметка завършва втори, а Карпин е избран за втория най-добър десен халф в Испания. В края на сезон 2003/04 Карпин решава да се откаже, но е убеден да остане в отбора още 1 сезон. Валери успява да помогне на Реал да останат в Примиера. Последният му мач е срещу Барселона. През 2007 играе на аматьорско ниво в Корухо.
За цялата си кариера в Испания Карпин изиграва 384 мача и вкарва 68 гола.

## Като директор и треньор
През 2008 се завръща във футбола като изпълнителен директор на Спартак Москва, а от 2009 до 18 април 2011 е и треньор на отбора. Бившият халф подава оставката си след като Спартак записва срамни поражения от ФК Порто с 5:1 и 5:2. Въпреки това, ръководството решава да го остави на поста до края на сезона. На 7 ноември 2011 става ясно, че Карпин ще води Спартак и занапред. След края на сезон 2011/12 е сменен от испанецът Унай Емери. След уволнението на Емери отново поема Спартак като напуска поста си на изпълнителен директор. Пред него е поставена задачата да спечели трофей, а договорът му е за 1,5 години. По време на престоя си начело на „червено-белите“ из фенската общност се разпространява лозунга „Валера, верим!“, най-често използван след загуба на отбора. От 2014 г. Карпин е старши треньор на испанския РКД Майорка.